# William Rémy
Pour les articles homonymes, voir Rémy (homonymie).
William Rémy, né le 4 avril 1991 à Courbevoie dans les Hauts-de-Seine, est un footballeur français qui évolue comme défenseur central.

## Biographie

### Des débuts difficiles au Racing Club de Lens
Joueur du Racing Club de Lens depuis 2002, avec un passage par le pôle espoirs de Liévin de 2004 à 2006, William Rémy se fait une place dans l'équipe réserve du club en 2007, et intègre les équipes internationales françaises de jeunes. Le 4 octobre, il participe à son premier match officiel avec l'équipe de France des moins de dix-sept ans. Contre la Suisse, il est titularisé par Francis Smerecki, puis remplacé par son partenaire lensois Timothée Kolodziejczak, dans ce match terminé sur un score nul d'un but partout. En 2008, il prend part au Championnat d'Europe des moins de dix-sept ans. Remplaçant en début de tournoi, il s'impose ensuite dans le onze de départ. Contre l'Espagne en phase de poules, il inscrit le troisième but de son équipe juste après le retour des vestiaires. Après avoir disputé la totalité des rencontres, il reçoit un nouveau carton jaune en demi-finale, qui le prive de la grande finale. Sans Rémy en charnière centrale, à côté de Sébastien Faure, la France ne parvient pas à résister aux Espagnols, et s'incline lourdement quatre à zéro.
Avec la relégation de Lens en Ligue 2, il fait quelques apparitions dans le groupe professionnel. Le 13 octobre 2008, il entre sur la pelouse de Bollaert à la quatre-vingt-troisième minute de jeu, peu de temps après son coéquipier chez les jeunes Steven Joseph-Monrose, et gagne son premier match un but à zéro, face à Guingamp. En sélection, il suit son entraîneur chez les moins de dix-huit ans. Le 28 octobre 2008, il fait sa première apparition face au Danemark, et partage les points avec les rouges et blancs. Le 23 novembre, il refait une apparition avec Lens, cette fois-ci en Coupe de France.
Avec la montée de Lens en Ligue 1, Rémy éprouve plus de difficultés pour figurer dans l'équipe professionnelle. Durant toute la saison, et même s'il signe son premier contrat pro le 16 octobre 2009, il joue en championnat de France amateur, et est le deuxième joueur le plus utilisé par l'entraîneur Colbert Marlot.

### Son prêt à Créteil
En manque de temps de jeu, William Rémy est prêté le 25 juin 2010 à l'US Créteil-Lusitanos, club de troisième division,. Néanmoins, le club du Val-de-Marne ne dispose pas d'option d'achat, le joueur, même s'il désire poursuivre sa progression, espérant « revenir sous le maillot sang et or et le porter à Bollaert ». Ses débuts à Créteil sont difficiles, et Rémy est même envoyé en équipe réserve pendant plusieurs semaines. Revenant petit à petit, il engrange quelques minutes à chaque journée de championnat, et totalise vingt-et-un matchs sous le maillot de Créteil à la fin de la saison.

### De retour au RC Lens
Prêté sans option d'achat, il rentre donc dans le Pas-de-Calais, mais effectue la reprise avec la CFA lensoise, ne faisant pas partie du groupe retenu pour la préparation d'avant-saison. En fin de contrat avec son club formateur, il ne donne pas suite à une prolongation de contrat de quatre ans, il se retrouve donc libre de tout contrat avant de signer trois ans avec le DFCO.

### Montpellier
Le 1er juillet 2015, William Rémy rejoint Montpellier Hérault Sport Club pour une somme avoisinant les 1,5M €. Il y jouera 48 matchs.

### Legia Varsovie
Le 6 janvier 2018, alors qu'il lui reste six mois de contrat, il signe en faveur du Legia Varsovie.
Le 18 février 2019 lors d'un match du championnat polonais, William Rémy effectue une faute sur un joueur adverse et il reçoit un second carton jaune, significatif d'un carton rouge et il est exclu du terrain. Quelques minutes après, l'arbitre ayant consulté la VAR le rappelle sur le terrain, lui met un carton rouge direct et le renvoi au vestiaire.

## Statistiques
Le tableau suivant récapitule les statistiques de William Rémy durant sa carrière.
| Saison                | Club                        | Championnat           | Championnat | Championnat | Championnat | Coupe nationale | Coupe nationale | Coupe nationale | Coupe de la Ligue | Coupe de la Ligue | Coupe de la Ligue | Total | Total | Total |
| Saison                | Club                        | Division              | M.          | B.          | P.d.        | M.              | B.              | P.d.            | M.                | B.                | P.d.              | M.    | B.    | P.d.  |
| 2008-2009             | RC Lens                     | Ligue 2               | 1           | 0           | 0           | 1               | 0               | 0               | 0                 | 0                 | 0                 | 2     | 0     | 0     |
| 2009-2010             | RC Lens                     | Ligue 1               | 0           | 0           | 0           | 0               | 0               | 0               | 0                 | 0                 | 0                 | 0     | 0     | 0     |
| 2010-2011             | US Créteil-Lusitanos (prêt) | National              | 21          | 1           | 0           | 4               | 0               | 0               | -                 | -                 | -                 | 25    | 1     | 0     |
| Sous-total            | Sous-total                  | Sous-total            | 21          | 1           | 0           | 4               | 0               | 0               | -                 | -                 | -                 | 25    | 1     | 0     |
| 2011-2012             | RC Lens                     | Ligue 2               | 16          | 1           | 0           | 0               | 0               | 0               | 1                 | 0                 | 0                 | 17    | 1     | 0     |
| Sous-total            | Sous-total                  | Sous-total            | 17          | 1           | 0           | 1               | 0               | 0               | 1                 | 0                 | 0                 | 19    | 1     | 0     |
| 2012-2013             | Dijon FCO                   | Ligue 2               | 10          | 0           | 1           | 0               | 0               | 0               | 1                 | 0                 | 0                 | 11    | 0     | 1     |
| 2013-2014             | Dijon FCO                   | Ligue 2               | 16          | 1           | 1           | 1               | 0               | 0               | 0                 | 0                 | 0                 | 17    | 1     | 1     |
| 2014-2015             | Dijon FCO                   | Ligue 2               | 31          | 4           | 0           | 2               | 1               | 0               | 1                 | 0                 | 0                 | 34    | 5     | 0     |
| Sous-total            | Sous-total                  | Sous-total            | 57          | 5           | 2           | 3               | 1               | 0               | 2                 | 0                 | 0                 | 62    | 6     | 2     |
| 2015-2016             | Montpellier HSC             | Ligue 1               | 28          | 0           | 1           | 2               | 0               | 0               | 1                 | 0                 | 0                 | 31    | 0     | 1     |
| 2016-2017             | Montpellier HSC             | Ligue 1               | 15          | 0           | 1           | 1               | 0               | 0               | 1                 | 0                 | 0                 | 17    | 0     | 1     |
| Sous-total            | Sous-total                  | Sous-total            | 43          | 0           | 2           | 3               | 0               | 0               | 2                 | 0                 | 0                 | 48    | 0     | 2     |
| 2017-2018             | Legia Varsovie              | Ekstraklasa           | 0           | 0           | 0           | 0               | 0               | 0               | 0                 | 0                 | 0                 | 0     | 0     | 0     |
| Sous-total            | Sous-total                  | Sous-total            | 0           | 0           | 0           | 0               | 0               | 0               | 0                 | 0                 | 0                 | 0     | 0     | 0     |
| Total sur la carrière | Total sur la carrière       | Total sur la carrière | 137         | 7           | 4           | 11              | 1               | 0               | 5                 | 0                 | 0                 | 153   | 8     | 4     |

## Palmarès

### En sélection nationale
- Finaliste du Championnat d'Europe des moins de 17 ans : 2008

### En club
- Champion de France de deuxième division : 2009
- Coupe de Pologne : 2018
- Championnat de Pologne : 2018